# (21679) Bettypalermiti
(21679) Bettypalermiti est un astéroïde de la ceinture principale.

## Description
(21679) Bettypalermiti est un astéroïde de la ceinture principale. Il fut découvert le 8 septembre 1999 à Fountain Hills (Arizona) par Charles W. Juels. Il présente une orbite caractérisée par un demi-grand axe de 2,22 UA, une excentricité de 0,20 et une inclinaison de 2,8° par rapport à l'écliptique.

## Compléments